# Rositsa Stamenova
Rositsa Stamenova (en bulgare : Росица Стаменова), née le 6 mars 1955, est une ancienne athlète bulgare, spécialiste du 400 m. Elle a remporté deux médailles sur la scène internationale à l'occasion des championnats d'Europe d'athlétisme en salle.

## Palmarès

### Jeux olympiques
- Jeux olympiques de 1980 à Moscou ( Union soviétique)
  - éliminée en demi-finale sur 400 m
  - abandon en finale du relais 4 × 400 m

### Championnats du monde d'athlétisme
- Championnats du monde d'athlétisme de 1983 à Helsinki ( Finlande)
  - éliminée en demi-finale sur 400 m
  - 7e en relais 4 × 400 m
- Championnats du monde d'athlétisme de 1987 à Rome ( Italie)
  - 8e en relais 4 × 400 m

### Championnats d'Europe d'athlétisme
- Championnats d'Europe d'athlétisme de 1986 à Stuttgart ( Allemagne de l'Ouest)
  - 4e en relais 4 × 400 m

### Championnats d'Europe d'athlétisme en salle
- Championnats d'Europe d'athlétisme en salle de 1980 à Sindelfingen ( Allemagne de l'Ouest)
  - 4e sur 400 m
- Championnats d'Europe d'athlétisme en salle de 1983 à Budapest ( Hongrie)
  -  Médaille de bronze sur 400 m
- Championnats d'Europe d'athlétisme en salle de 1984 à Göteborg ( Suède)
  -  Médaille de bronze sur 400 m
- Championnats d'Europe d'athlétisme en salle de 1988 à Budapest ( Hongrie)
  - 6e sur 400 m

## Sources
- (en) Cet article est partiellement ou en totalité issu de l’article de Wikipédia en anglais intitulé « Rositsa Stamenova » (voir la liste des auteurs).